# Nonza
Nonza ist eine französische Gemeinde mit 63 Einwohnern (Stand 1. Januar 2022) im Norden der Mittelmeerinsel Korsika. Sie liegt an der Westküste des Cap Corse.
Bekannt ist das kleine Dorf, das auf einem 165 Meter hohen Felsen liegt, vor allem durch seinen grüngrauen Strand. Auf einer Länge von über einem Kilometer erstreckt er sich unterhalb der Häuser und des 1550 erbauten quadratischen und restaurierten Tour de Nonza, der aus pisanischer Zeit stammt und Teil der Torregiana war. Die kleinen, grüngrauen Steine des Strands erhielten ihre Farbe vom Serpentinit, der in einem heute geschlossenen Asbest-Betrieb im nördlich gelegenen Gemeindegebiet von Canari abgebaut wurde. Eine Steintreppe mit über 1000 Stufen führt von Nonza zum meist menschenleeren Strand.
Nonzas Kirche Ste-Julie aus dem 16. Jahrhundert besitzt einen barocken Marmoraltar italienischer Herkunft (1694) sowie ein Gemälde der gekreuzigten Julia, der Schutzheiligen Korsikas. Der Altar sowie die Orgel stehen unter Denkmalschutz.
Die unweit gelegene Grotta Scritta weist die einzigen Höhlenmalereien der Insel auf.

## Bevölkerungsentwicklung
| Jahr                       | 1962 | 1968 | 1975 | 1982 | 1990 | 1999 | 2006 | 2016 |
| Einwohner                  | 213  | 137  | 71   | 68   | 86   | 67   | 68   | 73   |
| Quellen: Cassini und INSEE |      |      |      |      |      |      |      |      |